# Томас Бінґ
Томас Бінґ (3 квітня 1990 , Бад-Зальцунген, Зуль ) - німецький лижник, учасник Олімпійських ігор у Сочі, призер молодіжного чемпіонату світу. Спеціалізується на дистанційних перегонах.

## Спортивна кар'єра
У Кубку світу Бінґ дебютував 3 грудня 2011 року, у грудні 2013 року вперше кар'єрі потрапив до десятки найкращих на етапі Кубка світу, в естафеті. Найкраще досягнення Бінґа в загальному заліку Кубка світу - 38-ме місце в сезоні 2017-2018.
На Олімпійських іграх 2014 року в Сочі посів 37-ме місце в скіатлоні, 32-ге в спринті та 36-те в мас-старті на 50 км.
Досі тричі брав участь у чемпіонатах світу. Найкращі досягнення: 41-ше місце в спринті 2017 року і 4-те місце в командному спринті 2015 року. На молодіжному чемпіонаті світу 2013 року здобув бронзову медаль у перегонах на 15 км вільним стилем, так само неодноразово був призером юніорського чемпіонату світу.
Використовує лижі та черевики виробництва фірми Rossignol.

## Результати за кар'єру
Усі результати наведено за даними Міжнародної федерації лижного спорту.

### Олімпійські ігри
| Рік  | Вік | 15 км індивідуальні пер. | 30 км скіатлон | 50 км мас-старт | Спринт | 4 × 10 км естафета | Командна першість спринт |
| ---- | --- | ------------------------ | -------------- | --------------- | ------ | ------------------ | ------------------------ |
| 2014 | 23  | —                        | 36             | 36              | 32     | —                  | —                        |
| 2018 | 27  | —                        | 11             | 30              | 15     | 6                  | 10                       |

### Чемпіонати світу
| Рік  | Вік | 15 км індивідуальні пер. | 30 км скіатлон | 50 км мас-старт | Спринт | 4 × 10 км естафета | Командна першість спринт |
| ---- | --- | ------------------------ | -------------- | --------------- | ------ | ------------------ | ------------------------ |
| 2015 | 24  | —                        | —              | 42              | 46     | 7                  | 4                        |
| 2017 | 26  | 45                       | —              | —               | 41     | 6                  | 7                        |
| 2021 | 30  | —                        | —              | —               | 49     | —                  | —                        |

### Кубки світу

#### Підсумкові місця в Кубку світу за роками
| Сезон | Вік | Місце в дисципліні | Місце в дисципліні | Місце в дисципліні | Місце в Скі Тур | Місце в Скі Тур | Місце в Скі Тур | Місце в Скі Тур   | Місце в Скі Тур |
| Сезон | Вік | Загалом            | Дистанція          | Спринт             | Nordic Opening  | Тур де Скі      | Скі Тур 2020    | Фінал Кубка світу | Скі Тур Канада  |
| ----- | --- | ------------------ | ------------------ | ------------------ | --------------- | --------------- | --------------- | ----------------- | --------------- |
| 2012  | 22  | 93                 | 68                 | НК                 | —               | 29              | Н/Д             | —                 | Н/Д             |
| 2013  | 23  | 105                | 67                 | НК                 | 50              | 41              | Н/Д             | —                 | Н/Д             |
| 2014  | 24  | 51                 | 32                 | НК                 | 25              | 30              | Н/Д             | —                 | Н/Д             |
| 2015  | 25  | 51                 | 32                 | 87                 | 45              | 29              | Н/Д             | Н/Д               | Н/Д             |
| 2016  | 26  | 79                 | 55                 | 80                 | —               | НФ              | Н/Д             | Н/Д               | —               |
| 2017  | 27  | 47                 | 44                 | 47                 | 30              | 20              | Н/Д             | 22                | Н/Д             |
| 2018  | 28  | 38                 | 28                 | НК                 | 32              | 20              | Н/Д             | 35                | Н/Д             |
| 2019  | 29  | 89                 | 59                 | НК                 | 43              | НФ              | Н/Д             | —                 | Н/Д             |
| 2020  | 30  | 128                | 83                 | —                  | —               | —               | —               | Н/Д               | Н/Д             |
| 2021  | 31  | 81                 | 88                 | 50                 | —               | 36              | Н/Д             | Н/Д               | Н/Д             |